# River (Eminem-Lied)
River (englisch für „Fluss“) ist ein Lied des US-amerikanischen Rappers Eminem, bei dem der Refrain von dem britischen Sänger Ed Sheeran gesungen wird. Der Song ist die dritte Singleauskopplung seines neunten Studioalbums Revival und wurde am 15. Dezember 2017, gleichzeitig mit dem Album, veröffentlicht.

## Inhalt
River handelt von einer Liebesbeziehung, in der sich beide Partner betrügen, wobei die Frau (Suzanne) von ihrer Affäre schwanger wird und das Kind schließlich abtreibt. Eminem und Ed Sheeran übernehmen dabei als lyrisches Ich die Rolle der Affäre von Suzanne.
Ed Sheeran singt im Refrain, er sei ein Lügner und Betrüger, der seine Sünden am liebsten im Wasser des heiligen Flusses reinwaschen würde. Die erste Strophe handelt davon, wie der Lebensgefährte von Suzanne nach einem Seitensprung mit Kratzspuren nach Hause kommt. Suzanne, die ihren Partner überwacht, bemerkt dies und beschließt sich zu rächen, indem sie ihn ebenfalls betrügt. So schreibt sie im Internet einen anderen Mann an. Dieser hat zwar Vorbehalte, weil er weiß, dass er nur von ihr benutzt wird um Rache zu nehmen, doch schließlich schlafen beide miteinander. Im zweiten Vers rappt Eminem, dass aus dem One-Night-Stand eine Affäre wurde und sich der Lebensgefährte infolgedessen von Suzanne trennte. Auch er will nun die Liebesbeziehung beenden, weiß jedoch nicht, wie er es ihr beibringen soll. Ein besonders schlechtes Gewissen macht ihm, dass sie nicht verhütet haben und Suzanne mittlerweile von ihm schwanger ist und eine Tochter erwartet. In der letzten Strophe überredet er sie schließlich, ihr gemeinsames Kind abzutreiben, da sein Leben schon chaotisch genug sei. Trotzdem hat er Gewissensbisse, weil er das Lächeln seines Kindes geliebt hätte.

## Produktion
Der Beat des Liedes wurde von dem US-amerikanischen Musikproduzent Emile Haynie produziert.

## Musikvideo
Das Musikvideo zu River wurde von dem britischen Regisseur Emil Nava gedreht und feierte am 14. Februar 2018 Premiere. Es besitzt eine Länge von fast sieben Minuten.
Inhaltlich orientiert sich das Video am Text des Lieds. So steht die Beziehung zwischen Eminem und seiner Geliebten, die ihren Partner betrügt, im Mittelpunkt. Während Eminem den ersten Vers rappt, sieht man einen Streit zwischen seiner Affäre und deren Partner. In der zweiten Strophe verbringt Eminem mit seiner Geliebten Zeit, wobei es jedoch ebenfalls zum Disput kommt, nachdem er von ihrer Schwangerschaft erfährt. Schließlich stehen beide während des dritten Verses allein im Regen. Am Anfang und Ende sowie nach jedem Refrain werden Interviews der Protagonisten bzw. Dialoge zwischen Eminem und seiner Affäre in Form von Homevideos eingespielt. Ed Sheeran ist nicht in die Haupthandlung eingebunden, er singt den Refrain mal auf einem Stuhl sitzend und mal im Regen stehend.

## Single

### Covergestaltung
Das Singlecover zeigt einen verzerrten Ausschnitt aus dem Musikvideo zum Lied. Eine Person sitzt dabei auf einem Stuhl in einem Raum, auf dessen Boden Zettel verstreut sind. Oben im Bild befindet sich der schwarze Schriftzug Eminem Ft. Ed Sheeran und zentral steht der Titel River in Weiß.

### Chartplatzierungen
River stieg am 22. Dezember 2017 auf Platz drei in die deutschen Charts ein und erreichte sieben Wochen später mit Rang zwei die Höchstposition. Die Chartspitze erreichte das Lied in Großbritannien, Schweden, Norwegen und Österreich, während es in der Schweiz, Finnland, Irland und Australien Platz zwei belegte. In den deutschen Jahrescharts 2018 belegte River Position 17.
| ChartsChartplatzierungen       | Höchstplatzierung | Wochen |
| ------------------------------ | ----------------- | ------ |
| Deutschland (GfK)              | 2 (23 Wo.)        | 23     |
| Österreich (Ö3)                | 1 (22 Wo.)        | 22     |
| Schweiz (IFPI)                 | 2 (26 Wo.)        | 26     |
| Vereinigte Staaten (Billboard) | 11 (13 Wo.)       | 13     |
| Vereinigtes Königreich (OCC)   | 1 (21 Wo.)        | 21     |

| ChartsJahrescharts (2018)    | Platzierung |
| ---------------------------- | ----------- |
| Deutschland (GfK)            | 17          |
| Österreich (Ö3)              | 27          |
| Schweiz (IFPI)               | 19          |
| Vereinigtes Königreich (OCC) | 30          |

### Auszeichnungen für Musikverkäufe
Im Jahr 2020 wurde River im Vereinigten Königreich für mehr als 1,2 Millionen verkaufte Exemplare mit einer doppelten Platin-Schallplatte ausgezeichnet. In Deutschland erhielt es 2018 eine Goldene Schallplatte für über 200.000 Verkäufe.

| Land/Region                  | Auszeichnungen für Musikverkäufe (Land/Region, Auszeichnung, Verkäufe) | Verkäufe  |
| ---------------------------- | ---------------------------------------------------------------------- | --------- |
| Australien (ARIA)            | 7× Platin                                                              | 490.000   |
| Belgien (BRMA)               | Platin                                                                 | 30.000    |
| Brasilien (PMB)              | Platin                                                                 | 40.000    |
| Dänemark (IFPI)              | 2× Platin                                                              | 180.000   |
| Deutschland (BVMI)           | Gold                                                                   | 200.000   |
| Finnland (IFPI)              | 3× Platin                                                              | 120.000   |
| Frankreich (SNEP)            | Platin                                                                 | 200.000   |
| Italien (FIMI)               | Platin                                                                 | 50.000    |
| Kanada (MC)                  | Platin                                                                 | 80.000    |
| Neuseeland (RMNZ)            | 4× Platin                                                              | 120.000   |
| Norwegen (IFPI)              | Platin                                                                 | 60.000    |
| Österreich (IFPI)            | 2× Platin                                                              | 60.000    |
| Polen (ZPAV)                 | Platin                                                                 | 50.000    |
| Portugal (AFP)               | Gold                                                                   | 5.000     |
| Schweden (IFPI)              | 2× Platin                                                              | 80.000    |
| Spanien (Promusicae)         | Gold                                                                   | 30.000    |
| Vereinigtes Königreich (BPI) | 2× Platin                                                              | 1.200.000 |
| Insgesamt                    | 3× Gold · 29× Platin ·                                                 | 2.995.000 |

Hauptartikel: Eminem/Auszeichnungen für Musikverkäufe